# Koit Toome

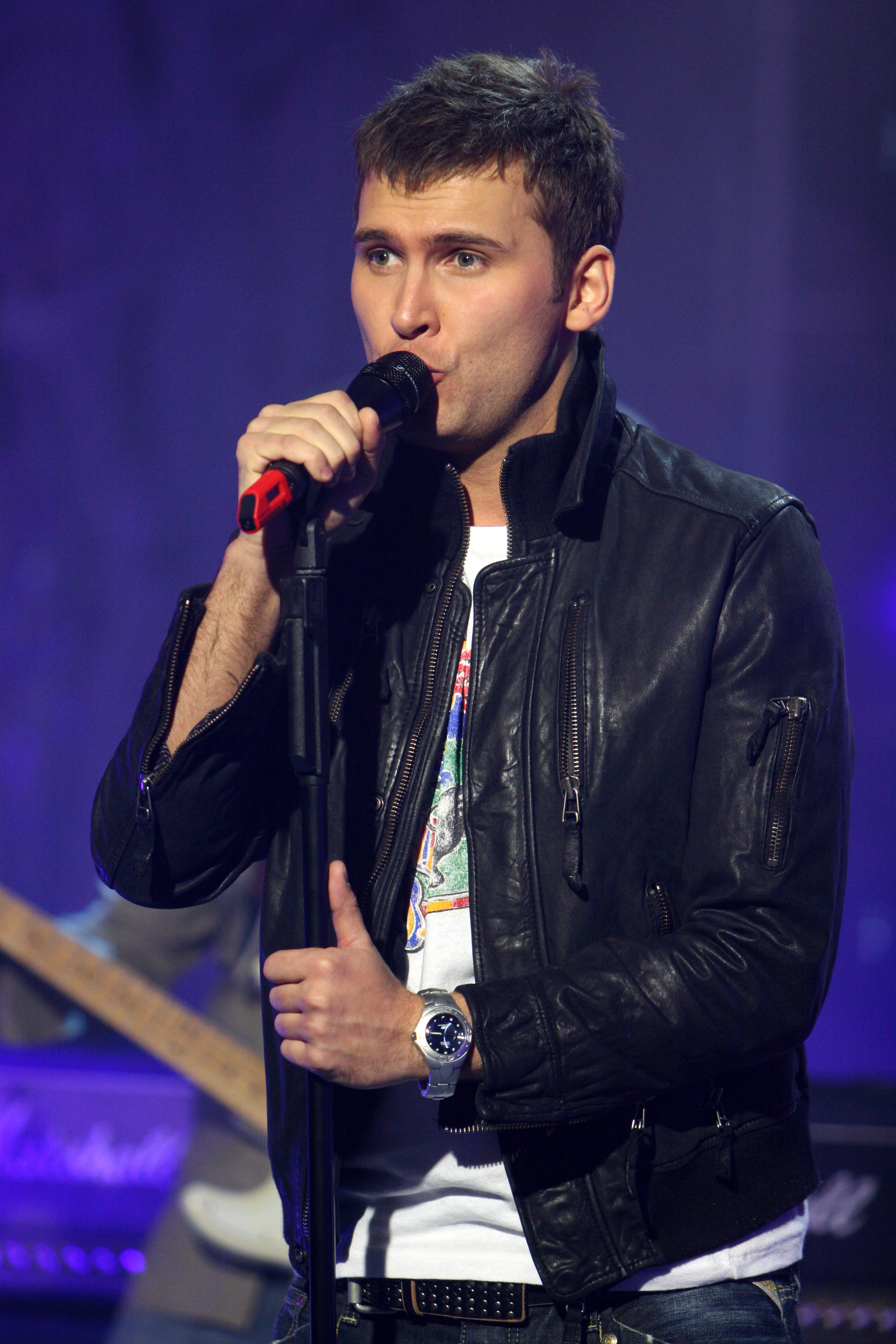
Koit Toome

Koit Toome (Tallinn, 3 de janeiro de 1979) é um cantor e ator estónio.

## Carreira
No final de 1994 o duo Code One constituído por Koit Toome e Sirli Hiius foi formado pelo produtor Mikk Targo. Uma grande corrida de hits em paradas de música estoniano até 1998, quando o duo se separou. Em 1998, Koit Toome representou a Estónia no Festival Eurovisão da Canção 1998 com a canção "Mere lapsed" que se realizou em Birmingham, Reino Unido e passou a gravar seu primeiro álbum solo de material em sua maioria de sua autoria. Toome lançou cinco álbuns de todos juntos, tanto como artista solo e Code One.
Em 2007 viu, com seu parceiro no chão, Kertu Tänav, ganhando no programa de TV "Tantsud tähtedega" ("Dancing with the Stars").
Em março de 2010 Koit Toome lançou o seu primeiro álbum solo, intitulado "Kaugele siit" ("Longe daqui")

## Teatro musical
A estreia de Koit Toome num musical foi no papel de Alfred, em Tanz der Vampire, logo seguido pelo Marius em Les Miserables, Chris em Miss Saigon, e Tony em West Side Story. Vários outros levam um papel em Chess,Rent"  e Hair Foram todos para acompanhar os dois na Estónia e  na Alemanha.

## Vida pessoal
O enorme interesse da mídia tablóide por Koit Toome é grande: ele era solteiro e estava procurando uma nova parceira por muito tempo, depois de uma separação da sua parceira na vida e no palco, Maarja-Liis Ilus. Em 2009, após um longo período de negação,  admitiu ter uma filha de Kaia Triisa, uma artista estónia. O casal está de volta juntos e felizes, de acordo com os tablóides da Estónia.
Toome vem de uma família proeminente, com seu tio Indrek Toome Primeiro-Ministro da Estónia (1988-1990), seu irmão, um DJ bem conhecido, e seu sobrinho, um atleta de sucesso.
Koit Toome vive em Tallinn.